# Tòa nhà trụ sở Prudential, Liverpool
Tòa nhà trụ sở Prudential ở thành phố Liverpool là một công trình xây dựng được liệt kê, bảo vệ theo luật định về các công trình lịch sử và kiến trúc đặc biệt của Anh. Nó là tòa nhà văn phòng được xây dựng theo kiến trúc Gothic Phục Hưng và Victoria, nằm trên đường Dale ở trung tâm của Liverpool, Anh.
Nó được thiết kế bởi kiến trúc sư địa phương Alfred Waterhouse, (cũng là người thiết kế cho Bảo tàng Lịch sử Tự nhiên và Tòa thị chính Manchester) và được xây dựng vào giữa thế kỷ 19. Công trình được đầu tư bởi công ty bảo hiểm hàng đầu của quốc gia, công ty Prudential như là văn phòng khu vực mới tại Liverpool. Nó là một phần của một loạt các tòa nhà mà công ty này ủy quyền cho Waterhouse thiết kế, bao gồm cả trụ sở chính của công ty ở Holborn, London. Như nhiều tòa nhà trụ sở Prudential khác, kiến trúc tòa nhà chi phối bởi việc sử dụng đất nung đỏ và gạch. Nó có một tòa tháp đã được thêm vào tòa nhà bởi con trai của kiến trúc sư Alfred Waterhouse là Paul Waterhouse vào năm 1905.
Công trình này nằm gần những tòa nhà lịch sử như Tòa thị chính Liverpool, Tòa nhà Ngân hàng Anh, Nhà Albion, Trung tâm thương mại India và Tòa nhà Tower. Tòa nhà trụ sở của Prudential ở Liverpool là một trong số những tòa nhà kiến trúc quan trọng nhất của khu phố thương mại, là một trong sáu khu vực tạo thành Thành phố cảng Liverpool, di sản thế giới của UNESCO.